# Conway (Massachusetts)
Conway es un pueblo ubicado en el condado de Franklin en el estado estadounidense de Massachusetts. En el Censo de 2010 tenía una población de 1.897 habitantes y una densidad poblacional de 19,34 personas por km².

## Geografía
Conway se encuentra ubicado en las coordenadas 42°30′31″N 72°42′26″O / 42.50861, -72.70722. Según la Oficina del Censo de los Estados Unidos, Conway tiene una superficie total de 98.08 km², de la cual 97.61 km² corresponden a tierra firme y (0.48%) 0.47 km² es agua.

## Demografía
Según el censo de 2010, había 1.897 personas residiendo en Conway. La densidad de población era de 19,34 hab./km². De los 1.897 habitantes, Conway estaba compuesto por el 96.57% blancos, el 0.16% eran afroamericanos, el 0.37% eran amerindios, el 0.58% eran asiáticos, el 0.11% eran isleños del Pacífico, el 0.16% eran de otras razas y el 2.06% pertenecían a dos o más razas. Del total de la población el 1.48% eran hispanos o latinos de cualquier raza.